# Минангкабау (язык)
Минангкаба́у (самоназвание: Baso Minang(kabau); индон. Bahasa Minangkabau) — язык австронезийской семьи, распространён среди народа минангкабау на Западной Суматре, в западной части Риау, а также — в нескольких общинах народа минангкабау в разных городах Индонезии. Также распространён в некоторых регионах Малайзии среди мигрантов из региона Минанг на Суматре, и в провинции Ачех, где он называется Aneuk jamee.
Из-за большого грамматического сходства и взаимопроникновения лексики между минангкабау и малайским языком в Малайзии минангкабау иногда рассматривается как диалект малайского языка, несмотря на то, что он принадлежит к другой подгруппе западнозондских языков.

## Диалекты
Язык минангкабау состоит из нескольких диалектов, которые иногда различны даже для соседних деревень, отделённых друг от друга, например, рекой. В общении между представителями различных регионов преобладает падангский диалект.

## Примеры
| Минангкабау:   | Sarang kayu di rimbo tak samo tinggi, kok kunun manusia        |
| Индонезийский: | Pohon di rimba tidak sama tinggi, apalagi manusia              |
| Русский:       | Деревья в джунглях не все одинаковой высоты, а тем более люди. |
|                |                                                                |
| Минангкабау:   | Co a koncek baranang co itu inyo                               |
| Индонезийский: | Dia berenang seperti katak                                     |
| Русский:       | Он плавает как лягушка (= делает что-то бесцельно)             |
|                |                                                                |
| Минангкабау:   | Indak buliah mambuang sarok disiko!                            |
| Индонезийский: | Tidak boleh membuang sampah di sini!                           |
| Русский:       | Выбрасывать здесь мусор запрещается!                           |